# 上宝村立本郷中学校
上宝村立本郷中学校（かみたからそんりつ ほんごうちゅうがっこう）は、岐阜県吉城郡上宝村（現・高山市）に存在した公立中学校。

## 概要
- 上宝村北部の中学校であり、本郷小学校と同じ校区であった。2004年、栃尾中学校と統合し、北稜中学校の新設により廃校。
- 校地は北稜中学校の校地となった。校舎は2011年まで北稜中学校の校舎として使用された。

## 沿革
- 1947年（昭和22年）4月 - 上宝村立第一中学校として開校。上宝第三小学校に蔵柱分校、上宝第四小学校に長倉分校を併設する。
- 1948年（昭和23年）4月 - 
  - 蔵柱分校が独立し、上宝村立第三中学校となる。
  - 長倉分校が独立し、上宝村立第四中学校となる。
- 1955年（昭和30年） - 双六冬季分校を設置。
- 1959年（昭和34年）4月 - 上宝村立本郷中学校に改称する。
- 1963年（昭和38年） - 双六冬季分校を廃止。
- 1964年（昭和39年）4月 - 新築（鉄筋コンクリート造）移転。蔵柱中学校と長倉中学校を統合。
- 2004年（平成16年）3月 - 統合により廃校。

## 双六冬季分校
- 現在の岐阜県高山市上宝町双六に存在した冬季分校。上宝村立双六小学校に併設され、12月から翌年3月まで設置されていた。
- 地域の要望により1955年に上宝村立第一中学校双六冬季分校として設置。1959年に本校の改称により上宝村立本郷中学校双六冬季分校に改称する。
- 地域の生徒数減少もあり、1963年に廃校。併設先の双六小学校も1965年に廃止された。
- 校舎（小中兼用）は移築され、美濃加茂市のぎふ清流里山公園（旧・日本昭和村）内の双六学校として使用されている[1]。